# Фэн Мэнлун
Фэн Мэнлу́н (кит. трад. 馮夢龍, упр. 冯梦龙, пиньинь Féng Mènglóng; 1574—1646) — писатель и деятель китайской культуры. 
Родился в уезде Чанчжоу Сучжоуской управы провинции Наньчжили. Выходец из привилегированной семьи, получил хорошее образование, но на учёной и чиновной стезе особенного успеха не имел и лишь в 57 лет получил звание гуншэна (старший лиценциат), хотя некоторое время занимал пост начальника уезда. С молодых лет был известен как человек большого, самобытного таланта, но и вольного нрава и независимых суждений.
Проявил себя как незаурядный драматург, эссеист и поэт, но прежде всего известен как собиратель и редактор произведений народного творчества и демократической литературы. Был собирателем сюжетов любовных историй «История чувств», составителем книг народных песен «Песни гор», нравоучительных притч «Сума разума», исторических и бытовых анекдотов «Палата смеха». 
Автор или соавтор Ло Гуаньчжуна в написании волшебного романа «Развеянные чары», редактор знаменитой эпопеи Ло Гуаньчжуна «Троецарствие».
Но более всего Фэн Мэнлу́н известен как составитель и редактор напечатанного в 1620—1627 годах свода  «Троесловие» (Сань янь) - трёх сборников по сорок повестей в каждом, написанных в жанре хуабэнь:
1. «Слово назидательное, мир наставляющее» (Юй ши мин янь)[англ.] (1620), известное также как «Повести о древнем и современном» (Гу цзинь сяошо)[англ.],
2. «Слово простое, мир предостерегающее» (Цзинь ши тун янь)[англ.] (1624),
3. «Слово бессмертное, мир пробуждающее» (Син ши хэн янь)[англ.] (1627).

Некоторые повести этих сборников написаны самим Фэн Мэнлуном, другие им капитально отредактированы. Многие из них затем вошли в известный сборник «Удивительные истории нашего времени и древности».

## Издания
1. Ло Гуаньчжун, Фэн Мэнлун. Развеянные чары / Пер. с кит. В. А. Панасюка. — М.: Художественная литература, 1983. — 440 с. — (Библиотека китайской литературы).